# Searsia ciliata
Searsia ciliata är en sumakväxtart som först beskrevs av Martin Heinrich Karl von Lichtenstein och Schult., och fick sitt nu gällande namn av A.J.Mill.. Searsia ciliata ingår i släktet Searsia och familjen sumakväxter. Inga underarter finns listade i Catalogue of Life.